# إديث كاثرين أنتوني
إديث كاثرين أنتوني (بالإنجليزية: Edith Katherine Cash)‏ هي عالمة أشنيات ‏ وعالمة نبات أمريكية، ولدت في 4 أكتوبر 1890 في بينغامتون في الولايات المتحدة، وتوفيت في 6 أبريل 1992.